# Abroscelis
Abroscelis es un género de coleópteros adéfagos de la familia Carabidae. 

## Especies
Contiene las siguientes especies:
- Abroscelis anchoralis Chevrolat, 1845
- Abroscelis longipes Fabricius, 1798
- Abroscelis maino MacLeay, 1876
- Abroscelis mucronata Jordan, 1894
- Abroscelis psammodroma Chevrolat, 1845
- Abroscelis tenuipes Dejean, 1826